# Грибков, Виталий Степанович
Вита́лий Степа́нович Грибко́в (27 апреля 1936, Москва — 6 июля 2019, там же) — советский и российский художник и теоретик искусства, представитель неофициального искусства СССР.

## Биография
В детстве жил в Липецке у бабушки по материнской линии. Окончил Московское высшее художественно-промышленное училище по специальности художник-конструктор (дизайнер) (1962). Один из основателей художественной группы «Фикция» (1965—1974). В качестве одного из редакторов выпускал самиздатовские журналы «Фикция» (1967—1971) и «Метки по новой живописи» (1975—1980). Сооснователь творческого объединения «Колесо».
Принадлежит к числу художников так называемого «третьего направления» — между официальным искусством и андеграундом. В 1967 году полгода жил в деревне Ивашково Вологодской области с целью освоения традиции русского пейзажа, но от русской тональной традиции перешёл сначала к фовистскому открытому цвету, затем к стилистике, близкой поп-арту. Впоследствии от концептуальных экспериментов вернулся к «чистой» живописи. По мнению Олега Кулика, «Грибков старый авангардист, он талантливый и живой умный художник, но когда начались первые гэбешные обыски, он испугался и бросил авангард…». Тем не менее, первая выставка Кулика была открыта при поддержке Грибкова. Художника называют своим духовным «возбудителем» члены арт-группы «Мухоморы». Сам Грибков считал, что его неприятию крайнего модернизма способствовало знакомство с Георгием Костаки.
Занимался семиотическими исследованиями изобразительного искусства и мистическими практиками, в частности, в числе других художников участвовал в медитативных сеансах В. В. Налимова.
Концепции Грибкова получили название «конструктивный концептуализм» (вместе с философом В. М. Петровым и прозаиком Львом Меламидом) и «логика ощущения».
Племянник липецкого поэта и художника Алексея Липецкого, дядя участника группы «Мухоморы» Алексея Каменского.

## Выставки
- «Подпольные выставки» группы «Фикция», Москва:
  - «Фикция живописи 4» (1965). Комсомольская пл., двор дома 1а. Зафиксирована на 16-мм кинопленку.
  - «Фиктивность № 1» (1966). Помещение Педучилища № 5.
  - «Фикция № 3: Тир подпространств» (1967). Помещение студии живописи при ЖЭК.
  - «Фикция № 4: Концептуализм-рефлексии» (1973). Мастерская художников-монументалистов МСХ.
- Живопись (1988). Галерея «Нагорная», Москва[18].
- «Традиции русской живописи» (1990). Групповая выставка. Музей истории Москвы.
- «Ню на фоне соц-арта: Живопись. Коллаж» (1991). Совместно с Геннадием Гущиным. Галерея «Риджина», Москва[19].
- «Фикция» (1991). Персональная выставка. Галерея «Риджина», Москва[20].
- Ретроспектива (2006). Музей истории Москвы.
- «Третье направление: между актуальным искусством и академией» (2010). Совместно с Семёном Петерсоном. Галерея «Петерсон», Москва.
- «На кухне у Грибкова» (2014). Галерея «Serge», Москва[21].
- «Взаимоотношение кино и живописи» (2015). Дом кино (в рамках XXXVII ММКФ).
- «Пластический словарь» (2019). Совместно с Владимиром Амодео[22].

и другие.

## Теоретические работы
- Параллельная культура. Интегративное направление в современной российской культуре. — М.: Смысл, 1999 / Музей современного искусства «Гараж». — 63 с. — ISBN 5-89357-065-0 Работа выполнена при поддержке РФФИ[23].
- В издании: Метки: Группа «Фикция» Виталия Грибкова и художественная жизнь 60—80-х годов / Сост. Семененко-Басин И. В. — М.: Galerie Serge, 2014. — 104 с.:
  - Живопись учит детству. — С. 34—44.
  - Из дневника. — С. 71.
  - Пейзажная живопись как онтологическая метафора. — С. 80—81.
  - Цветовая модель живописи Барбашова. — С. 82—85.
  - В соавт. с: Петров В. М. Конструктивный концептуализм и живопись. — С. 90—92.
  - Цветовая конструкция картины. — С. 93—98.
  - Как предсказание… — С. 99.
- В публикации на сайте «Galerie Serge»: Грибков В. С. Из размышлений. — 52 с.:
  - Интеграционный путь в живописи. — С. 2.
  - Фактура в живописи как метафора бытийности. — С. 3—5.
  - Цветовая конструкция картины. — С. 6—10.
  - Кандинский о живописи в будущем. — С. 11—13.
  - Из Дневника. — С. 14—26.
  - Семиотический анализ цветового языка (Из искусствометрии. В соавт. с: Петров В. М.). — С. 28—39.
  - Ареалы национальных школ:цветовые структуры живописи. — С. 40—52.
- Фрагмент первый: начало размышления. — Публикация на сайте «Galerie Serge».
- В соавт. с: Страхов А. Б. Картины, рожденные медитацией. — Публикация на сайте «Galerie Serge».
- Почему я фовист? — Публикация на сайте «Galerie Serge».
- Краски Сергея Каменского. — Публикация на сайте «Galerie Serge».
- Коллаж размышлений о современности («И только живопись ищет себя»). — Публикация на сайте «Galerie Serge».
- Ещё раз о лучизме Михаила Ларионова // ТаисАРТ. — 2009. — Вып. 5.